# Elysius superba
Elysius superba là một loài bướm đêm thuộc phân họ Arctiinae, họ Erebidae.